# لحزوم (الوضيع)

تعديل مصدري - تعديل

لحزوم هي إحدى قرى عزلة  الوضيع بمديرية الوضيع التابعة لمحافظة أبين، بلغ تعداد سكانها 221 نسمة حسب تعداد اليمن لعام 2004.